# FLWOR
Мова програмування XQuery визначає FLWOR (вимовляється як «flower») як вирази, які підтримують ітерацію та прив’язування змінних до проміжних результатів. FLWOR — це абревіатура: FOR, LET, WHERE, ORDER BY, RETURN. FLWOR майже аналогічний SELECT-FROM-WHERE SQL і може використовуватися для надання функціональних можливостей, подібних до XML-документів.

## Значення  кожної букви абревіатури
Як згадувалось раніше ,FLWOR це абревіатура, і кожна буква означає певний вираз.
- F - for. Вибирає набір усіх вузлів
- L - let. Помістіть результат у змінну XQuery
- W - where. Вибирає вузол, заданий умовою.
- O - order by. Сортує вказані вузли відповідно до умов.
- R - return. Повертає кінцевий результат.

## Приклад
Ось для прикладу у нас є такий xml документ під назвою ("file.xml").Тут вказані школи(school) з їхніми id та учні(student) , що навчаються у даних школах. Також кожен учень має ім'я(Name),

прізвище (Surname), стать(Sex), та рік народження(BirthYear).Імена та прізвища вигадані. Будь-які збіжності випадкові. 
```
<?xml version="1.0" encoding="UTF-8" standalone="yes"?>

<Schools>

  
<School
 
id=
"SH001"
>

    
<Students>

      
<Student
 
id=
"ST1SH001"
>

        
<Name>
Sviatoslav
</Name>

        
<Surname>
Kondera
</Surname>

        
<Sex>
Man
</Sex>

        
<BirthYear>
2002
</BirthYear>

      
</Student>

      
<Student
 
id=
"ST2SH001"
>

        
<Name>
Orest
</Name>

        
<Surname>
Rodtsevych
</Surname>

        
<Sex>
Man
</Sex>

        
<BirthYear>
2002
</BirthYear>

      
</Student>

      
<Student
 
id=
"ST3SH001"
>

        
<Name>
Solomiya
</Name>

        
<Surname>
Tymnyak
</Surname>

        
<Sex>
Woman
</Sex>

        
<BirthYear>
2005
</BirthYear>

      
</Student>

    
</Students>

  
</School>

  
<School
 
id=
"SH002"
>

    
<Students>

      
<Student
 
id=
"ST1SH002"
>

        
<Name>
Yarina
</Name>

        
<Surname>
Panteriy
</Surname>

        
<Sex>
Woman
</Sex>

        
<BirthYear>
2003
</BirthYear>

      
</Student>

      
<Student
 
id=
"S2SH002"
>

        
<Name>
Nazar
</Name>

        
<Surname>
Rodtsevych
</Surname>

        
<Sex>
Man
</Sex>

        
<BirthYear>
2005
</BirthYear>

      
</Student>

    
</Students>

  
</School>

</Schools>

```

Приклад запиту XQuery . У даному прикладі ми йдемо циклом по усіх учнях(Student) та створюємо змінну StudentYears , яка позначає кількість років учня. Далі ми сортуємо учнів по року народження та вибираємо учнів  , які мають більше або рівне 18 років. Та повертаємо ім'я , прізвище та кількість років.
```
for
 
$
student
 
in
 
doc
(
"file.xml"
)//
Student

let
 
$
StudentYears
:=
 
year-from-date
(
current-date
())
-
 
$
student
/
BirthYear

order by
 
$
student
/
BirthYear

where
 
$
StudentYears
>=
18

return
 
(
concat
(
"Name: "
,
$
student
/
Name
 
,
"  Surname: "
,
$
student
/
Surname
,
"  Years: "
,
$
StudentYears
))

```

Результат Запиту
```
Name: Sviatoslav  Surname: Kondera  Years: 19
Name: Orest  Surname: Rodtsevych  Years: 19
Name: Yarina  Surname: Panteriy  Years: 18
```